# 마틴-베이커
마틴-베이커 에어크래프트 리미티드(Martin-Baker Aircraft Company Limited)는 영국의 사출 좌석 및 항공 안전 관련 장비 제조업체이다. 이 회사는 원래 항공기 제조업체였으나, 사출 좌석 분야의 선구자가 되었다. 본사는 잉글랜드 버킹엄셔주 하이어 데넘에 있으며, 프랑스, 이탈리아, 미국에도 사업장이 있다.
마틴-베이커는 전 세계 93개 공군에 사출 좌석을 공급하고 있다. 마틴-베이커 좌석은 200종 이상의 고정익 및 회전익 항공기에 장착되었으며, 가장 최근에는 록히드 마틴 F-35 라이트닝 II 프로그램에 적용되었다.
마틴-베이커는 1945년 첫 실사출 테스트 이후 총 7,777명의 생명이 이 회사의 사출 좌석으로 구조되었다고 2022년에 밝혔다.
마틴-베이커는 또한 헬리콥터와 고정익 항공기용으로 "충돌 방지" 좌석이라고 부르는 것을 제조한다. 2012년 기준 기준으로 20,000개 이상의 충돌 방지 좌석이 납품되었다. 마틴-베이커는 1979년 가을부터 고 제임스 마틴 경의 쌍둥이 아들들이 경영하는 가족 기업으로 계속 운영되고 있다.

## 역사
항공기 제조 공장은 1929년 제임스 마틴에 의해 설립되었으며 "마틴 항공 공장"은 제임스 마틴과 발렌타인 베이커 대위에 의해 프랜시스 프랜시스의 재정 지원을 받아 데넘에 설립되었다. 이 회사는 마틴이 보유한 항공기 구조 설계 특허를 사용하여 MB 1이라는 프로토타입 항공기를 제작하고 있었다. 1934년 8월 17일, 항공기 개발 작업을 계속하기 위해 마틴-베이커 항공 회사가 설립되었다.
마틴과 베이커는 1930년대 초 MB 1이라는 비정통적인 2인승 저익 단엽기 설계를 했다. 이 항공기는 좌석 뒤 동체에 장착된 de Havilland Gipsy 엔진으로 구동되었고, 조종사와 승객 사이에 수평으로 놓인 축을 통해 고정 피치 프로펠러를 구동했다. 동체와 엔진 설치는 완료되었지만 재정 문제로 프로젝트는 중단되었다. 마틴-베이커는 또한 라울 하프너가 설계한 오토자이로를 제작했다. 이들의 첫 번째 완전한 항공기 프로젝트는 나중에 베이커 대위에 의해 헤스턴 비행장에서 테스트되었다.
1935년, 마틴과 베이커는 2인승 경량 관광기인 마틴-베이커 MB 1을 설계하고 비행시켰다. 그들의 첫 군용 설계는 Napier Dagger 엔진을 장착한 전투기인 마틴-베이커 MB 2로, 1938년에 비행했다. 이는 열대 지역에서 사용될 전투기에 대한 항공성 사양 F.5/34를 충족하기 위한 사설 프로젝트였다. MB 2는 테스트되었지만, 이 설계나 F.5/34에 대한 다른 설계는 채택되지 않았다.
- 마틴-베이커 MB 3 (1942): Napier Sabre 엔진을 장착한 6문 기관포 전투기 설계. 베이커는 시제품 테스트 중 추락 사고로 사망했다.[7]
- 마틴-베이커 MB 4 (1943): Rolls-Royce Griffon 엔진을 장착한 전투기, 도면 단계에서 취소됨.

1944년에 처음 비행한 마틴-베이커 MB 5는 두 번째 MB 3 프로토타입으로 시작되었지만, 강철 튜브 동체로 광범위하게 재설계되었다. 이 항공기는 그리폰 엔진을 사용하여 역회전 프로펠러를 구동했다.
- 마틴-베이커 MB 6 (1945): 스윙암, 0/0 스프링식 사출 좌석을 장착한 제2차 세계 대전 제트 전투기 프로젝트.
- 마틴-베이커 MB 7 (1946) 블랙 베스: 전후 요격기/고속 시험 항공기 개념. 작은 비행 모델이 만들어졌지만, 1947년에 프로젝트가 취소되었다.

마틴-베이커는 제2차 세계 대전 내내 이시스파노 Mk II 기관포의 탄약 벨트 공급 장치에 대한 개조 개선 및 슈퍼마린 스피트파이어용 장갑 좌석을 포함한 항공기 부품을 제조했다. 제임스 마틴은 또한 폭격기 날개에 장착되어 많은 항공기에 장착되었던 방어 풍선 케이블을 절단하고 여러 항공기를 구한 폭발 볼트 절단기를 설계 및 제조했다.
1944년, 이 회사는 항공기 생산부로부터 고속 전투기에서 조종사가 안전하게 탈출할 수 있는 사출 시스템을 연구해 달라는 요청을 받았다.

## 사출 좌석

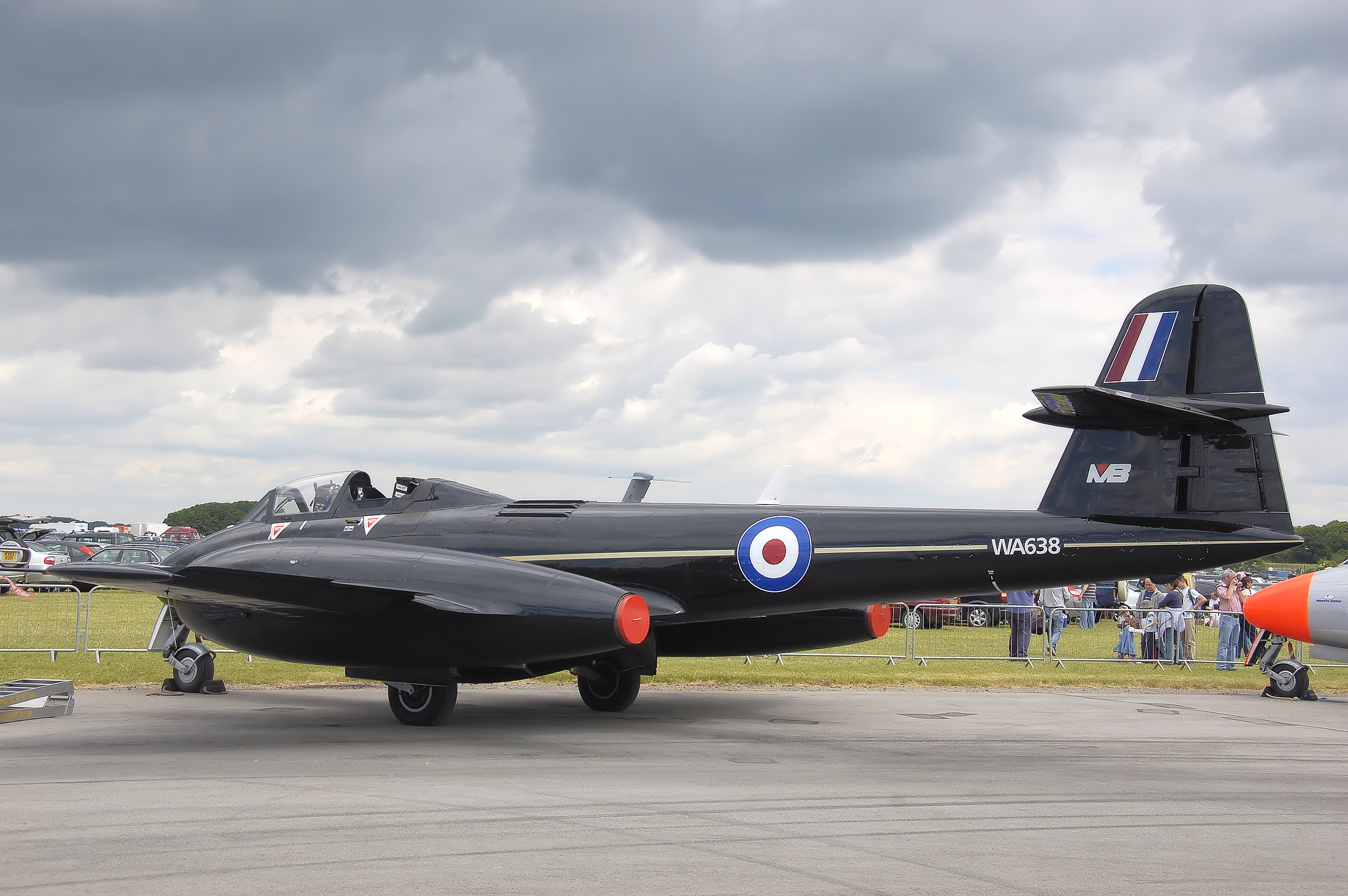
마틴-베이커가 소유한 글로스터 미티어 WA638, 사출 좌석 테스트에 사용됨

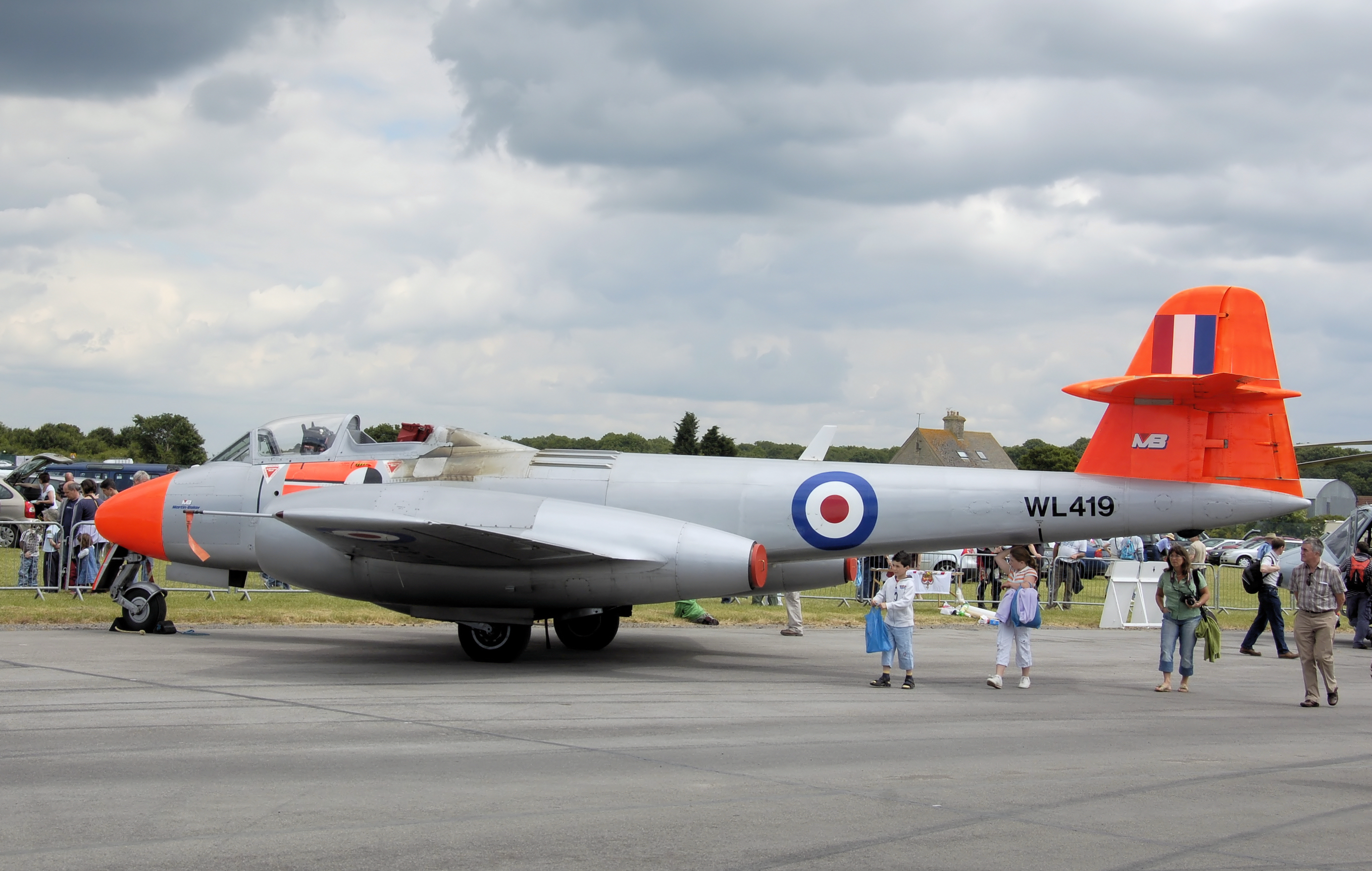
미티어 WL419도 사출 좌석 테스트에 사용됨

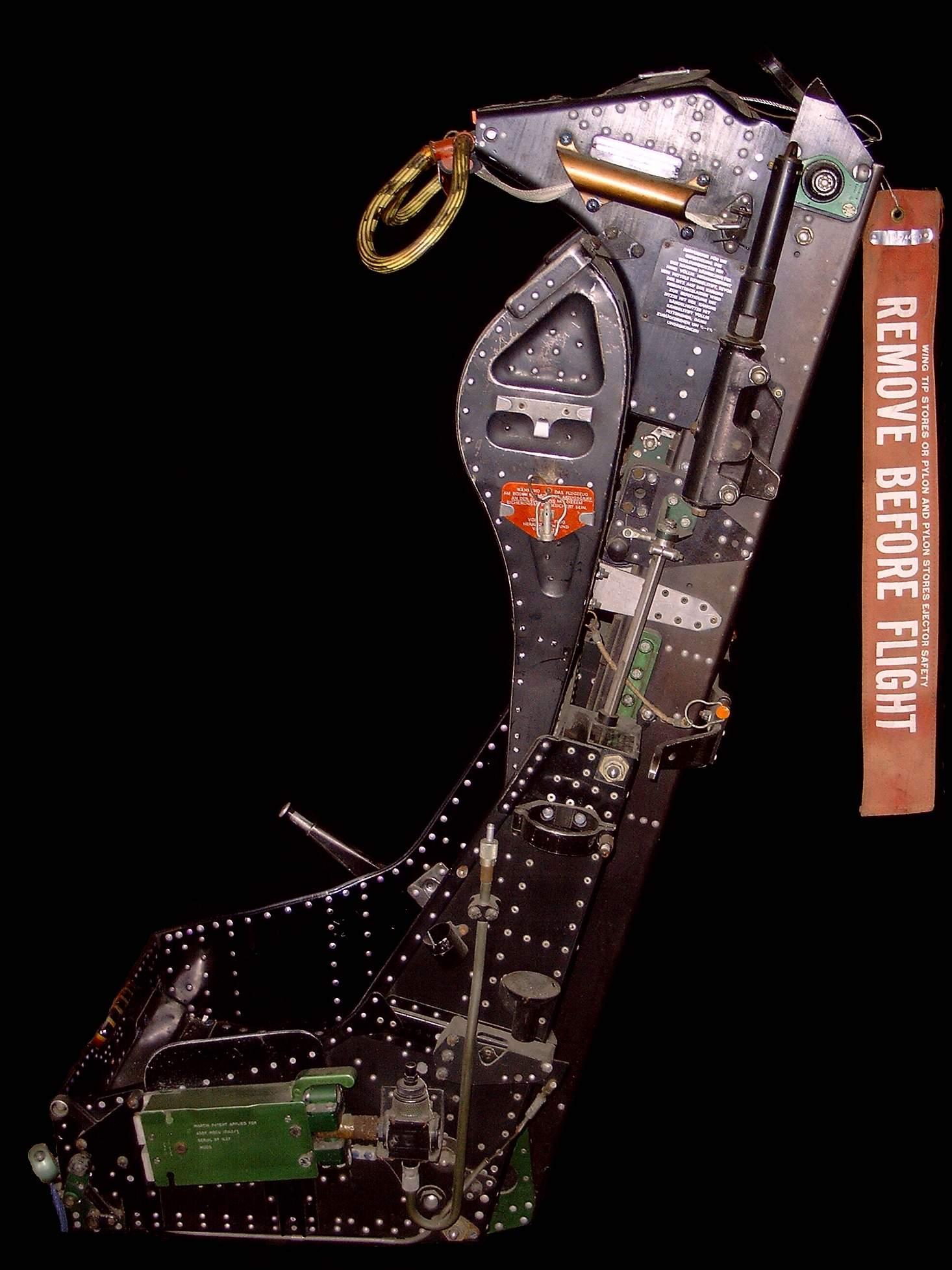
리퍼블릭 RF-84F 썬더플래시에 장착된 마틴-베이커 사출 좌석 MK.GT5 (1961–1976)

마틴-베이커는 1934년부터 사출 좌석을 연구했으며, 독일과 스웨덴이 1938년에 유사한 시스템을 제안하기 몇 년 전이었다. 이 회사는 폭발 추진 사출 좌석이 최상의 해결책이라고 결론지었다. 특히 1942년 MB 3 시험 비행 중 베이커의 사망은 마틴에게 큰 영향을 미쳐 조종사 안전이 그의 최우선 과제가 되었고, 이는 나중에 회사가 사출 좌석에 주로 집중하도록 재편성되는 계기가 되었다.
1944년, 제임스 마틴은 항공기 생산부로부터 전투기 조종사가 항공기에서 탈출할 수 있는 방법을 개발해 달라는 요청을 받았다. 마틴은 가장 좋은 방법이 폭발 충전으로 좌석을 탑승자와 함께 사출하는 것이라고 결정했다. 사출 후 조종사는 좌석에서 분리되어 통상적인 방식으로 리코드(ripcord)를 당겨 낙하산을 펼칠 수 있었다.
그 당시에는 인체가 얼마나 강한 상향 추력을 견딜 수 있는지에 대한 정보가 거의 없었다. 항공기 사출 시 "g" 힘과 관련된 데이터는 수평 추력과 관련되어 있어 새로운 문제에는 적용할 수 없었다. 따라서 사람이 견딜 수 있는 상향 "g" 힘을 알아내기 위한 테스트를 수행해야 했다. 이 테스트는 좌석을 거의 수직 경로로 발사하고, 탑승자의 무게를 나타내도록 좌석에 하중을 가한 다음, 관련된 가속도를 측정하여 수행되었다.
16 ft (4.9 m) 테스트 장비가 삼각대 형태로 제작되었고, 한쪽 다리는 가이드 레일 형태로 되어 있었다. 좌석은 폭발성 카트리지에 의해 작동되는 두 개의 망원 튜브로 구성된 총에 의해 가이드 레일을 따라 위로 발사되었다. 가이드 레일에는 3 in (76 mm)마다 래칫 스톱이 설치되어 있어 좌석이 이동 최고점에서 자동으로 멈추었다.
인체가 견딜 수 있는 상향 가속도의 한계를 찾기 위한 연구가 수행되었다. 200 lb (91 kg)의 하중을 실은 좌석으로 첫 더미 발사가 1945년 1월 20일에 이루어졌고, 4일 후 회사 실험 피터 중 한 명인 버나드 린치가 첫 "실제" 탑승을 하여 4 ft 8 in (1.42 m) 높이로 장비 위로 발사되었다. 세 번의 추가 테스트에서 카트리지의 위력이 점진적으로 증가하여 10피트 높이에 도달했을 때 린치는 상당한 육체적 불편함을 보고했다. 첫 좌석은 1946년 7월 24일 린치에 의해 성공적으로 실제 테스트되었으며, 그는 옥스퍼드셔주 챌그로브 비행장 상공 8,000 피트 (2,400 m)에서 320 mph (510 km/h) IAS로 비행하는 글로스터 미티어에서 사출했다.
최초의 양산형 마틴-베이커 사출 좌석인 '프리-Mk 1'은 손더스-로 SR.A/1 시제품에 장착되었다.
영국 조종사가 실제 응용 프로그램에서 사출 좌석을 처음 사용한 것은 1949년 5월 암스트롱 휘트워스 A.W.52 실험용 비행익 항공기였다.
마틴-베이커는 사출 좌석의 작동 범위를 확장하여 낮은 고도와 속도에서도 사용할 수 있도록 개척했으며, 이는 궁극적으로 1961년 "제로-제로" 기능 개발로 이어졌다.

## 적용

### 마틴-베이커 Mk.1
- 아브로 캐나다 CF-100 카누크
- 잉글리시 일렉트릭 캔버라
- 글로스터 미티어
- 호커 헌터
- 호커 시 호크
- 슈퍼마린 어태커
- 슈퍼마린 스위프트
- 웨스트랜드 와이번

### 마틴-베이커 Mk.2
- 아브로 캐나다 CF-100 카누크
- 더 해빌런드 DH.112 베놈
- 잉글리시 일렉트릭 캔버라
- 글로스터 미티어
- 호커 헌터
- 호커 시 호크
- 슈퍼마린 어태커
- 슈퍼마린 스위프트
- 웨스트랜드 와이번

### 마틴-베이커 Mk.3
- 아브로 벌컨
- BAC 221
- 더 해빌런드 DH.100 뱀파이어
- 잉글리시 일렉트릭 캔버라
- 페어리 델타 2
- 글로스터 재블린
- 핸들리 페이지 빅터
- 호커 헌터
- 슈퍼마린 스위프트
- 빅커스 발리언트

### 마틴-베이커 Mk.4
- 아에르마키 MB-326
- BAC 167 스트라이크마스터
- 다소 에탕다르 IV
- 다소 미라주 3
- 다소 미스테르
- 다소 M.D.450 우라강
- 다소/도르니어 알파 제트
- 피아트 G.91R
- 더 해빌런드 DH.100 뱀파이어
- 잉글리시 일렉트릭 캔버라
- 잉글리시 일렉트릭 라이트닝
- HAL 아지트
- HAL HF-24 마루트
- HAL HJT-16 키란
- 호커 헌터
- SEPECAT 재규어
- 쉬드-우에스트 아비아시옹 (SNCASO) S.O. 4050 보투르 II

### 마틴-베이커 Mk.5
- 다소 미라주 3
- 더글러스 F4D 스카이레이
- 그러먼 A-6 인트루더
- 그러먼 F11F/F-11 타이거
- 그러먼 OV-1 모호크
- 록히드 T-33 슈팅스타
- 록히드 TRV-1 시스타
- 맥도널 F3H 데몬
- 맥도널 더글러스 F-4 팬텀 (영국형)
- 노스아메리칸 FJ-4 퓨리
- 노스아메리칸 F-86D 세이버
- 노스아메리칸 F-100 슈퍼세이버
- 리퍼블릭 F-84F 썬더스트릭
- 리퍼블릭 RF-84F 썬더플래시
- 보우트 F-8 크루세이더

### 마틴-베이커 Mk.6
- 아틀라스 임팔라
- 아틀라스 치타
- 블랙번 버캐니어
- 다소 발자크 V
- 다소 미라주 3
- 다소 우라강
- 다소-브레게 쉬페르 에탕다르
- 도르니어 Do 31
- 피아트 G.91
- FMA IA 58 푸카라
- 호커 시들리 P.1127
- 헌팅 H.126
- IAI 대거
- IAI 크피르

### 마틴-베이커 Mk.7
- EWR VJ 101
- 그러먼 A-6 인트루더
- 그러먼 F-9 쿠거
- 그루먼 F-14 톰캣
- 록히드 F-104 스타파이터
- 맥도널 더글러스 F-4 팬텀
- 노스롭 F-5
- 노스롭 그루먼 EA-6B 프라울러
- 보우트 F-8 크루세이더

### 마틴-베이커 Mk.8
- 엠브라에르 EMB 312 투카노
- BAC TSR-2

### 마틴-베이커 Mk.9
- 도르니어 Do 31
- 호커 시들리 해리어
- 노르 500
- SEPECAT 재규어
- VFW VAK 191B

### 마틴-베이커 Mk.10
- 아에르마키 MB-339
- 아에르마키 S-211
- AMX 인터내셔널 AMX
- 아틀라스 치타
- BAE 호크
- 시 해리어
- 카사 C-101
- 청두 FT-5, 선양 J-5의 훈련기 수출형
- 청두 F-7 / 구이저우 F-7
- 구이저우 FT-7
- 다소/도르니어 알파 제트
- 다소 미라주 2000
- 다소 라팔
- 엠브라에르 EMB 314 슈퍼 투카노
- FMA IA 63 팜파
- 푸가 90
- 훙두 JL-8
- IAI 크피르
- IAR 99
- 맥도널 더글러스 F/A-18 호넷
- 노스롭 F-5
- 파나비아 토네이도
- 록웰-MBB X-31
- 사브 JAS 39 그리펜
- 선양 F-6
- 쇼트 투카노
- 소코 J-22 오라오
- 소코 G-4 슈퍼 갈렙

### 마틴-베이커 Mk.11
- 필라투스 PC-7 터보 트레이너
- 필라투스 PC-9
- PZL-130TC 올리크

### 마틴-베이커 Mk.12
- 호커 시들리 해리어

### 마틴-베이커 Mk.14 NACES (SJU-17)
이 사출 좌석은 미국 해군에서 사용하며, 종종 Martin-Baker NACES (Naval Aircrew Ejection Seat) SJU-17이라고 불리며 다양한 변형에 대한 접미사 문자가 붙는다.
- 그루먼 F-14D 톰캣
- 맥도널 더글러스 F/A-18 호넷
- 맥도널 더글러스 T-45 고스호크

### 마틴-베이커 Mk.15
- 필라투스 PC-7 Mk II
- UTVA 코바크

### 마틴-베이커 Mk.16
- 아에로 L-39 스카이폭스
- 알레니아 아에르마키 M-346
- T-6 텍산 II
- 다소 라팔
- 유로파이터 타이푼
- TAI 휘르쿠스
- 록히드 마틴 F-35 라이트닝 II
- 노스럽 T-38 탤론
- 필라투스 PC-21
- HAL 테자스
- 노스롭 F-5

### 마틴-베이커 Mk.17
최소 질량과 유지 보수를 위해 설계된 매우 작고 가벼운 사출 좌석. 마틴-베이커 제품군 중 가장 가벼운 사출 좌석이다.
- 그롭 G 120TP

### 마틴-베이커 Mk.18
- KF-21 보라매[18][19]

## 운영
마틴-베이커 회사는 사출 좌석의 작동 테스트를 위해 옥스퍼드셔주 챌그로브 비행장에 자체 비행장을 사용한다. 2016년에는 카조 항공 기지에서 사출 테스트가 수행되었으며, 회사의 미티어 항공기 시험기는 챌그로브에서 프랑스로 비행했다.
두 대의 글로스터 미티어 T.7 항공기인 WL419와 WA638은 회사의 비행 시험기로 계속 사용되고 있다. 초기 사출 좌석 개발에 사용된 또 다른 미티어 (WA634)는 영국 공군 박물관 RAF 코스포드에 보관되어 있다.

## 사출 타이 클럽
마틴-베이커는 또한 "사출 타이 클럽"을 후원하며, 마틴-베이커 사출 좌석으로 생명을 구한 사람들을 위해 넥타이, 패치, 증명서, 넥타이핀, 회원 카드를 제공한다. 이 회사는 또한 브레몬트와 제휴하여 클럽 회원을 위한 한정판 손목시계를 제작했다. 이 시계는 개인적으로 구매해야 하지만, 마틴-베이커가 비용을 보조한다. 2019년 기준 기준으로, 1957년 설립 이후 클럽의 등록 회원은 6,000명 이상이다.

## 레드 애로스 조종사 사고
2011년, 레드 애로스 조종사 션 커닝햄 비행 중위는 RAF 스캠프턴 지상에서 호크 T1 제트기에서 사출되었다. 낙하산이 전개되지 않아 커닝햄은 사망했다. 2018년 1월 22일, 회사 이사 존 마틴은 마틴-베이커를 대표하여 1974년 산업안전보건법 제3조 1항 위반에 대해 유죄를 인정했으며, 회사가 1990년부터 사출 좌석의 기술적 문제를 알고 있었지만 영국 공군에 통보하지 않았음을 시인했다. 이 회사는 항공기 볼트의 과도한 조임에 대해 영국 공군에 서면 경고를 제공하지 않은 것을 바탕으로 산업안전보건 위반을 인정했다.

### 참고
1. ↑  "Facilities." 보관됨 28 10월 2012 - 웨이백 머신 Martin-Baker. Retrieved: 31 October 2012.
2. 1 2  "Martin-Basker: About." Martin-Baker. Retrieved: 31 October 2012.
3. ↑  “Timeline”. 《Martin-Baker》 (영국 영어). 2019년 11월 1일에 원본 문서에서 보존된 문서. 2019년 11월 1일에 확인함.
4. ↑  “Martin-Baker”. 《Martin-Baker》 (영국 영어). 2025년 2월 17일에 확인함.
5. ↑  “History & Founders”. 《Martin Baker》 (영국 영어). 2023년 1월 16일에 확인함. Sir James Martin, an Irish immigrant and innovative engineer, began producing aircraft in 1929
6. ↑  “History and Developments”. 2012년 10월 28일. 2012년 10월 28일에 원본 문서에서 보존된 문서. 2023년 1월 16일에 확인함. 'Martin's Aircraft Works' was founded by Sir James Martin as an aircraft manufacturer in 1934. The factory was established in 1929
7. 1 2 3  "Martin-Baker: History and developments." 보관됨 28 10월 2012 - 웨이백 머신 Martin-Baker. Retrieved: 31 October 2012.
8. ↑  Valentine Baker Retrieved 21 July 2013
9. ↑  Flight 1939, p. 563.
10. ↑  Johnson and Heffernan 1982, pp. 60–66.
11. ↑  Flight 1945, pp. 588–590.
12. ↑  Johnson and Heffernan 1982, pp. 67–73.
13. ↑  Ingram, Frederick C. "Martin-Baker Aircraft Company Limited." International Directory of Company Histories, Volume 61, 1990. Retrieved: 23 April 2009.
14. ↑  "Martin-Baker: Ejection seats, Mk 1–Mk 10." Martin-Baker. Retrieved: 31 October 2012.
15. ↑  "Martin-Baker: Ejection seat and escape system technology." 보관됨 14 7월 2011 - 웨이백 머신 Martin-Baker. Retrieved: 31 October 2012.
16. ↑  “Punching Out: Evolution of the Ejection Seat”. 2018년 6월 13일.
17. ↑  “Martin Baker - Ejection Seat and Escape System Technology”. 《www.martin-baker.com》. 2007년 10월 7일에 원본 문서에서 보존된 문서. 2021년 2월 9일에 확인함.
18. ↑  “Martin-Baker Wins Kf-X Ejection Seat Competition”. 2018년 3월 23일.
19. ↑  “South Korean KF-21 Aircraft with Martin-Baker Mk18 Seat Unveilled at KAI Showcase”. 2021년 4월 28일.
20. ↑  “Vintage Fighters Put Ejection Seats To the Test”. 《Aviation International News》 (영어). 2018년 3월 5일에 확인함.
21. ↑  “Bremont Watch”.
22. ↑  Reddinger, Paige (2018년 4월 5일). “Crown & Caliber Is Selling a Rare Bremont MBI Ejection Seat Pilot Watch”. Robb Report. 2019년 3월 3일에 확인함.
23. ↑  "Martin-Baker: Ejection tie club." Martin-Baker. Retrieved: 3 March 2019.
24. ↑  “Red Arrows ejector seat firm pleads guilty to RAF Scampton pilot death”. 《BBC 뉴스》. 2018년 1월 22일에 확인함.
25. ↑  “Red Arrows death: Ejection seat firm 'put lives at risk'”. BBC 뉴스. 2018년 2월 12일. 2018년 3월 24일에 확인함.
26. ↑  “Red Arrows death: Ejection seat firm fined £1.1m”. 《BBC 뉴스》 (영국 영어). 2018년 2월 23일. 2023년 3월 7일에 확인함.

### 참고 문헌
- Bowyer, Michael J.F. Interceptor Fighters for the Royal Air Force 1935-45. Wellingborough, UK: Patrick Stephens Ltd., 1984. ISBN 0-85059-726-9.
- Green, William, ed. "Mr. Martin's Memorable M.B.5." Air International Vol. 16, no. 2, February 1979.
- Green, William. War Planes of the Second World War: Fighters, Volume Two. London, Macdonald & Co. (Publishers) Ltd., 1961.
- Green, William and Gordon Swanborough. WW2 Fact Files: RAF Fighters, Part 2. London: Macdonald and Jane's Publishers Ltd., 1979. ISBN 0-354-01234-7.
- Johnson, Brian and Terry Heffernan. A Most Secret Place: Boscombe Down, 1939–45. London: Jane's Publishing Company, 1982. ISBN 0-7106-0203-0.
- “The Martin-Baker MB-V.”. 《Flight》. XLVIII권 1927호. 1945년 11월 29일. 588–590쪽.
- “A New Multi-Gun Fighter: Dagger-Engined Martin-Baker Demonstrated”. 《Flight》. XXXV권 1588호. 1939년 6월 1일. 563쪽.
- Zuk, Bill. Janusz Zurakowski: Legends in the Sky. St. Catharine's, Ontario: Vanwell, 2004. ISBN 1-55125-083-7.
- Ramsden J (1979년 5월 26일). “Martin-Baker: 50 years, 5,000 lives, 50,000 seats”. 《Flight International》. 1733–1735쪽.